# Hasso Preiß
Hasso Preiß bzw. Preis (eigentlich Hasso Aribert Prietzel; * 31. März 1902 in Potsdam; † 15. Mai 1983 in München) war ein deutscher Filmschaffender (Filmproduzent, Drehbuchautor, Filmregisseur, Filmschauspieler).

## Leben und Wirken
Preiß war ein unehelicher Sohn des Rittmeisters Hasso von Hennigs und der Verkäuferin Maria Prietzel. Nach dem Besuch eines Gymnasiums gründete er 1921 in Berlin eine eigene kleine Filmproduktionsfirma, die Prietzel-Film GmbH, mit sich selbst und Carl Gottlieb Brunner als Geschäftsführer. 1928 ist er, nunmehr unter dem neuen Namen Hasso Preiß (auch Preis, seltener Preiss), erstmals (mit einem Drehbuchbeitrag als Juniorpartner der erfahreneren Kollegin Marie Luise Droop) bei einem Kinospielfilm nachweisbar. Mit Beginn des Dritten Reichs arbeitete Preiß regelmäßig als Regisseur und wurde vor allem für Kurzfilme eingesetzt. Zweimal, bei den von Robert Neppach produzierten Unterhaltungsfilmen Glück im Schloß und Die Liebe und die erste Eisenbahn, inszenierte Preiß auch abendfüllende Geschichten.
Zwischendurch etliche Jahre filmabstinent, nahm der nach 1945 in München ansässige Preiß in fortgeschrittenem Alter einen erneuten Berufswechsel innerhalb der Filmbranche vor und trat fortan mit kleinen Rollen vor die Kamera. In den 1970er Jahren hatte er in einer Fülle von im Großraum München entstandenen Softsexfilmchen bisweilen mit Miniparts lüstern-trotteliger Typen für die komische Note zu sorgen.
Hasso Preiß, zeitlebens unverheiratet, starb 1983 in der Medizinischen Klinik der Universität München.

## Filmografie
als Regisseur
- 1928: Was ist los mit Nanette? (nur Co-Drehbuch)
- 1933: Alles für Anita (Kurzfilm)
- 1933: Mister Herkules (Kurzfilm)
- 1933: Wenn Männer kochen (Kurzfilm)
- 1933: So leben wir alle Tage (Kurzfilm)
- 1933: Glück im Schloß
- 1934: Die Liebe und die erste Eisenbahn

als Schauspieler
- 1958: Ein Lied geht um die Welt
- 1965: Liebe nicht ausgeschlossen (Fernsehfilm)
- 1968: Die Ente klingelt um ½ 8
- 1969: Hurra, die Schule brennt!
- 1970: Wir hau’n die Pauker in die Pfanne
- 1971: Paragraph 218 – Wir haben abgetrieben, Herr Staatsanwalt
- 1971: Der Kommissar: Tod eines Ladenbesitzers (TV-Film)
- 1971: Schüler-Report
- 1972: Blutiger Freitag
- 1972: Hausfrauen-Report 3
- 1972: Massagesalon der jungen Mädchen
- 1972: Die liebestollen Apothekerstöchter
- 1972: Krankenschwestern-Report
- 1972: Semmel, Wurst und Birkenwasser
- 1973: Hausfrauen-Report international
- 1973: Liebe in drei Dimensionen
- 1973: Liebesschule blutjunger Mädchen
- 1973: Sex-Träume-Report
- 1973: Teenager-Report – Die ganz jungen Mädchen
- 1973: Eine Armee Gretchen
- 1973: Auch Ninotschka zieht ihr Höschen aus
- 1974: Hey Marie, ich brauch mehr Schlaf, auf ins blaukarierte Himmelbett
- 1974: Der kleine Doktor: Der Rote (TV-Serie)
- 1975: Mei Hos’ ist in Heidelberg geblieben
- 1977: Schulmädchen-Report. 11. Teil: Probieren geht über Studieren
- 1977: Derrick: Das Kuckucksei (eine Folge der TV-Krimiserie)
- 1978: Zwei Kumpel in Tirol
- 1979: Lucky Star
- 1980: Ein Kaktus ist kein Lutschbonbon
- 1981: Polizeiinspektion 1: Rosenmontag